# Dendrophore

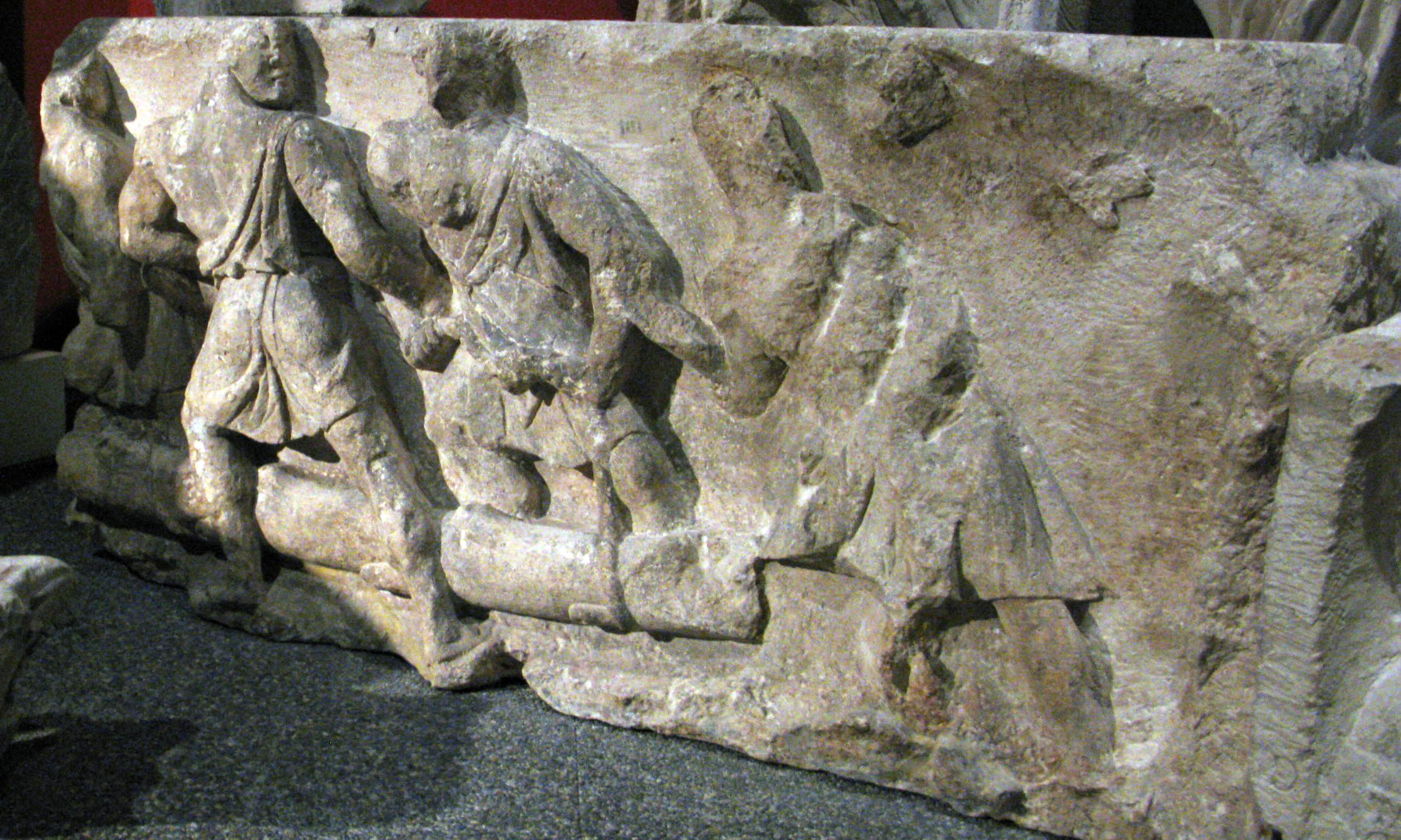
Relief des Dendrophores, découvert à Bordeaux en 1838 (Musée d’Aquitaine)

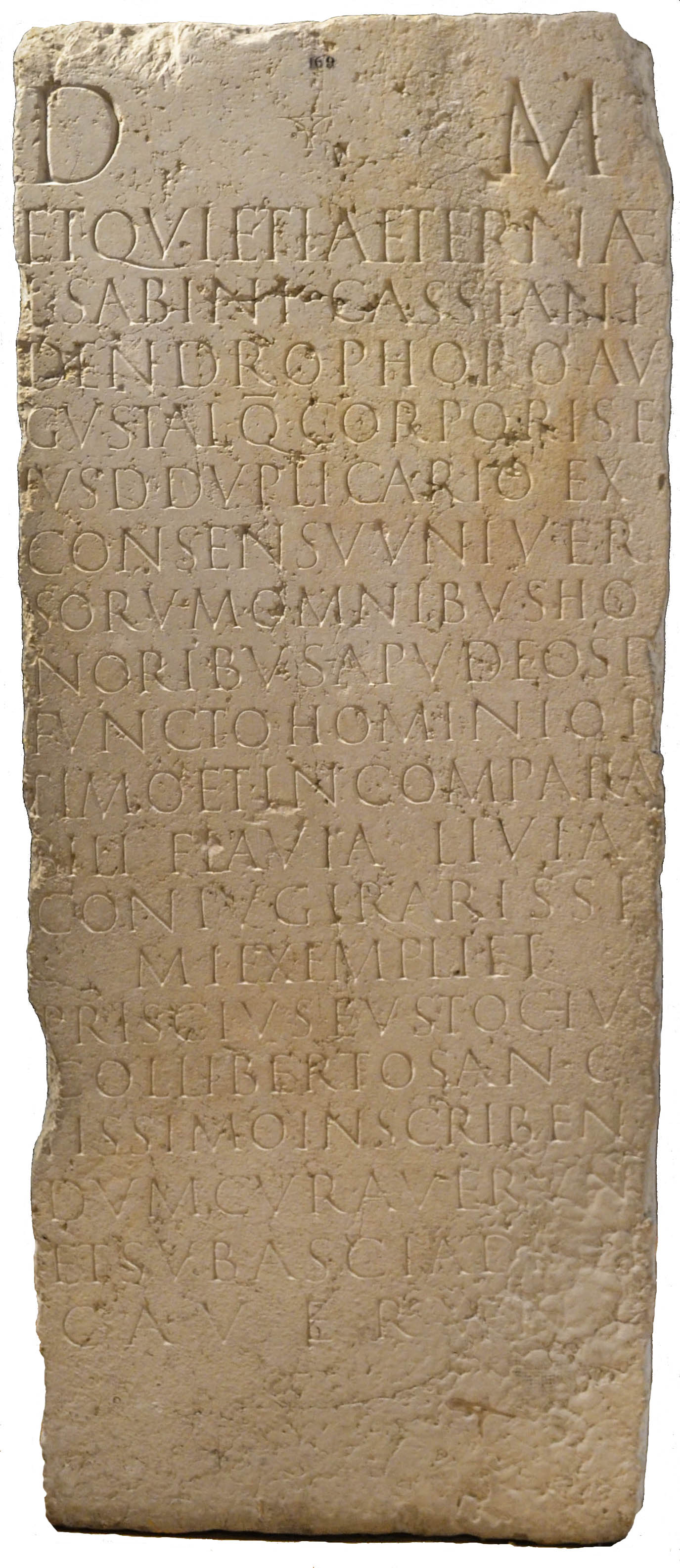
Stèle funéraire d'un dendrophore, musée gallo-romain de Fourvière, Lyon, France.

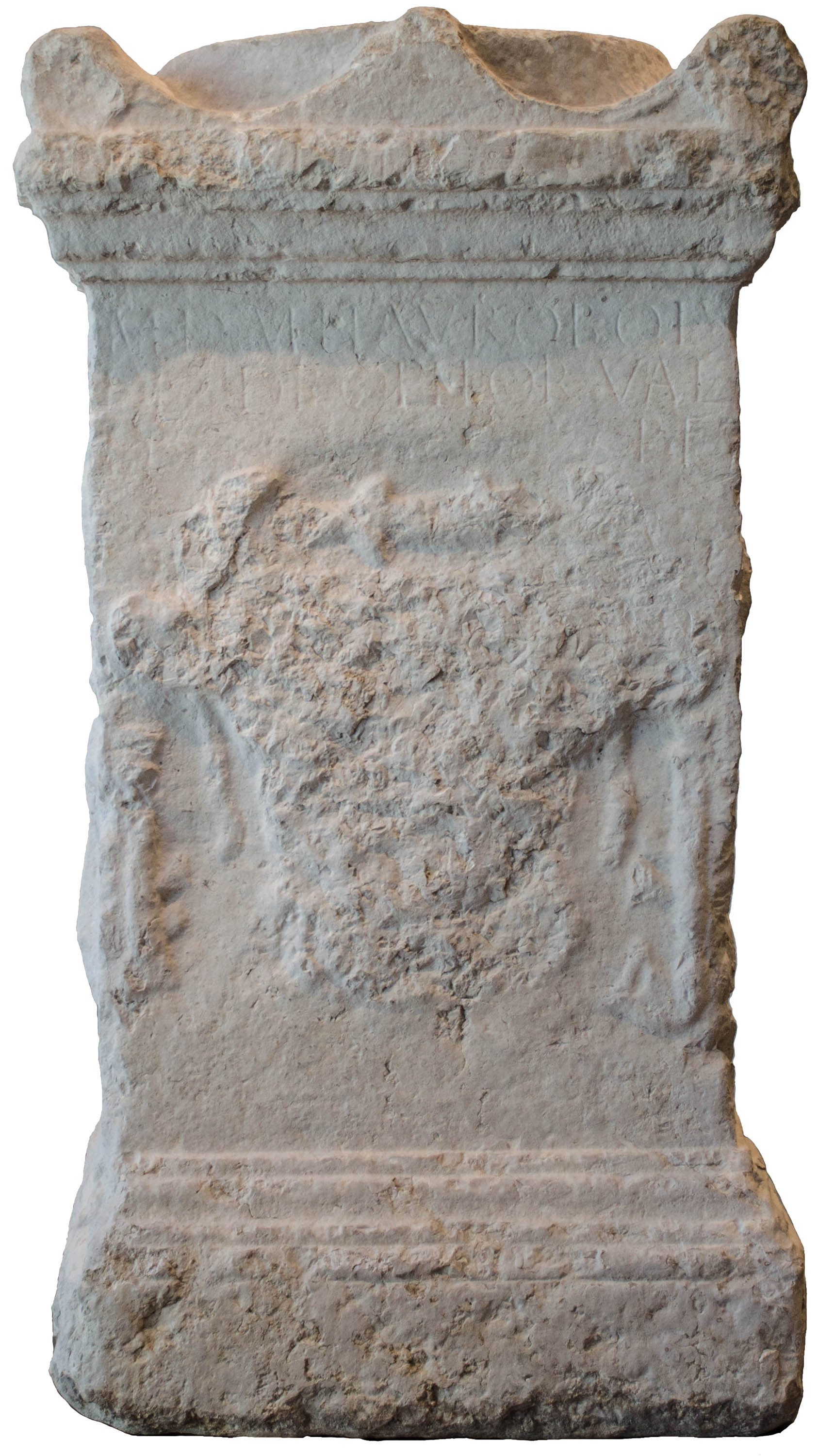
Autel taurobolique offert par les dendrophores de Valence, trouvé à Châteauneuf-d’Isère. Musée des beaux-arts de Valence (Drôme)

Un dendrophore, du latin dendrophorus directement issu du mot grec signifiant littéralement « porteur d’arbre », est dans l’Antiquité grecque et romaine une personne travaillant dans le domaine du bois : bûcheron, porteur de grumes, charpentier, menuisier, etc. Plus spécialement, le dendrophore est un officiant dans les cérémonies des cultes de Cybèle et d’Attis, chargé de porter le pin sacré représentant le corps d’Attis après sa mort.

## Culte d’Attis
Attis, parèdre de Cybèle, qui est à la fois sa mère et son amante, fait l’objet de multiples légendes. Il est représenté sous les traits d’un jeune homme, souvent d’un berger. Cybèle s’éprend violemment de lui, mais il la dédaigne pour une autre. Furieuse, Cybèle le frappe de folie. Il s’enfuit dans la forêt et, saisissant une pierre tranchante, il s’émascule. De son sang coulant sur le sol naît le pin, toujours vert, symbole d’éternité. Calmée, Cybèle lui rend la vie.
Dans les cérémonies en son honneur, chaque 22 mars mais aussi lors d’autres cérémonies comme les tauroboles, les dendrophores coupent un pin, l’enveloppent de bandelettes et le transportent comme s’il s’agissait d’un corps pour le faire entrer solennellement (cérémonie de l’arbor intrat) dans la ville. Suit une période de tristesse, de jeune et d’abstinence. Les prêtres, ou galles, qui sont (du moins théoriquement) eunuques, se tailladent ou s’émasculent : c’est le 24 mars, les sanguinalia ou « fêtes du sang ». Puis, après une nuit où on s’unit à la déesse comme Attis ressuscité, la joie revient.
Les dendrophores intervenaient dans d’autres cultes. Le dieu Sylvain, tenant une branche ou un tronc d’arbre, était aussi appelé dendrophore.
Les dendrophores sont parfois mentionnés sur les autels tauroboliques : c’est le cas sur celui de Lyon. Un dendrophore fait célébrer pour lui-même un taurobole (autel trouvé à Châteauneuf-sur-Isère en 1786, conservé au musée de Valence).

## Collèges de dendrophores
En même temps que leur activité religieuse, les dendrophores se constituent en « collèges », sorte d’association professionnelle. L’activité précise des dendrophores est mal connue, mais on peut penser que ce sont leurs compétences techniques qui leur ont valu ce rôle dans les célébrations religieuses. En retour, la religion confère à leur métier, au bas de l’échelle sociale, une certaine aura. Ils jouent aussi, grâce à leurs compétences en matière de construction, le rôle de pompiers pour lutter contre les incendies, en association avec les fabri (ouvriers du bâtiment) et les centonarii (ouvriers du textile). Les  collèges de dendrophores auraient été créés par Claude, afin de permettre aux citoyens romains de participer comme officiants, alors que les galles, étant eunuques, n’avaient pas droit à la citoyenneté romaine. 
Les dendrophores sont mentionnés dans cent quarante inscriptions datées entre 79 et 288 de notre ère.